# 2018-as magyar atlétikai bajnokság
A 2018-as magyar atlétikai bajnokság a 123. bajnokság volt.

## Időpontok
- téli dobó bajnokság: február 24., Szombathely
- mezeifutás: március 17., Kecskemét
- 50 km gyaloglás: március 24., Gyűgy
- 20 km-es gyaloglás: április 22., Békéscsaba
- 10 000 m: április 29., Budapest
- többpróba: május 19-20., Győr
- pályabajnokság: június 22-24., Székesfehérvár
- félmaraton: szeptember 9., Budapest
- váltó bajnokság: szeptember 15., Szekszárd
- 10 km: szeptember 23., Szombathely
- maraton: október 7., Budapest

## Eredmények

### Férfiak
| Versenyszám            | Arany                                                                  | Arany                        | Ezüst                                                                   | Ezüst                        | Bronz                                                                  | Bronz                        |
| ---------------------- | ---------------------------------------------------------------------- | ---------------------------- | ----------------------------------------------------------------------- | ---------------------------- | ---------------------------------------------------------------------- | ---------------------------- |
| 100 m                  | Szabó Dániel Alba Regia AK                                             | 10,53                        | Boros Bence Szolnoki MÁV                                                | 10,57                        | Illovszky Dominik Bp. Honvéd                                           | 10,58                        |
| 200 m                  | Szabó László Ferencvárosi TC                                           | 21,13                        | Boros Bence Szolnoki MÁV                                                | 21,15                        | Máté Tamás Bp. Honvéd                                                  | 21,20                        |
| 400 m                  | Boda Boldizsár Haladás VSE                                             | 47,98                        | Együd Máté TFSE                                                         | 48,06                        | Tasi Tibor Nyíregyházi SC                                              | 48,77                        |
| 800 m                  | Kiss Gergő Sportolj Velünk SE                                          | 1:52,84                      | Pápai Márton Debreceni SC-SI                                            | 1:52,87                      | Kazi Tamás Debreceni SC-SI                                             | 1:52,98                      |
| 1500 m                 | Kazi Tamás Debreceni SC-SI                                             | 3:49,18                      | Kovács Benjámin Bp. Honvéd                                              | 3:50,57                      | Kiss Gergő Sportolj Velünk SE                                          | 3:52,46                      |
| 5000 m                 | Gregor László Békéscsabai AC                                           | 14:25,66                     | Palkovits István Kecskeméti ARC                                         | 14:32,65                     | Honti Attila Bp. Honvéd                                                | 14:39,98                     |
| 10 000 m               | Kovács Benjámin Bp. Honvéd                                             | 29:55,56                     | Juhász Balázs Debreceni SC-SI                                           | 29:57,97                     | Galamb Csaba Kecskeméti ARC                                            | 30:24,42                     |
| maraton                | Csere Gáspár BEAC                                                      | 2:20:10                      | Jenkei Péter Vasas                                                      | 2:21:17                      | Balázs Levente Vasas                                                   | 2:38:36                      |
| 110 m gát              | Baji Balázs Bp. Honvéd                                                 | 13,39                        | Szűcs Valdó Zalaegerszegi AC                                            | 13,88                        | Szeles Bálint Egri Sportiskola SE                                      | 14,11                        |
| 400 m gát              | Koroknai Tibor Debreceni SC-SI                                         | 50,80                        | Huller Dániel Dunakeszi VSE                                             | 52,74                        | Varga Dániel Ferencvárosi TC                                           | 53,72                        |
| 3000 m akadály         | Juhász Balázs Debreceni SC-SI                                          | 9:00,49                      | Dani Áron BEAC                                                          | 9:07,02                      | Dénes Ervin Ikarus BSE                                                 | 9:09,79                      |
| 4 × 100 m              | Kádasi Zalán Máté Tamás Orosz Bence Osztrogonácz András Bp. Honvéd     | 41,18                        | Soltész Dávid Boros Bence Sipos János Ecseki Dániel Szolnoki MÁV        | 41,72 m                      | Dienes Mátyás Szűcs Valdó Balogh Péter Baki Barnabás Zalaegerszegi AC  | 42,16 m                      |
| 4 × 200 m váltó        | Kádasi Zalán Kővári Tamás Orosz Bence Osztrogonácz András Bp. Honvéd   | 1:28,65                      | Dienes Mátyás Szűcs Valdó Baki Barnabás Ott Benjámin Zalaegerszegi AC   | 1:29,53                      | Bundschu Patrik Koós Erik Szebeny Miklós Kemény Dávid Vasas            | 1:31,80                      |
| 4 × 400 m              | Ecker Tamás Jagodics Dennis Sárközi Dominik Boda Boldizsár Haladás VSE | 3:16,08                      | Győri Balázs Gutema Emánuel Pápai Márton Koroknai Tibor Debreceni SC-SI | 3:16,19                      | Varga Dániel Pozsgai Dániel Kovács Dániel Fekete Gábor Ferencvárosi TC | 3:17,69                      |
| 4 × 800 m váltó        | Tóth Miklós Gutema Emánuel K. Nagy Tamás Kazi Tamás Debreceni SC-SI    | 7:44,91                      | Nádas János Szabó Milán Koós Erik Kemény Dávid Vasas                    | 8:15,36                      | Földvári Dominic Király Levente Farkas Dárius Matos Dávid BEAC         | 8:21,73                      |
| 20 km gyaloglás        | Helebrandt Máté Nyíregyházi SC                                         | 1:24:02                      | Venyercsán Bence Bp. Honvéd                                             | 1:24:15                      | Bagdány Tomasz Tatabánya SC                                            | 1:29:45                      |
| 50 km gyaloglás        | Venyercsán Bence Bp. Honvéd                                            | 4:05:54                      | Tokodi Dávid Ferencvárosi TC                                            | 4:21:14                      | Több célbaérkező nem volt.                                             | Több célbaérkező nem volt.   |
| magasugrás             | Bakosi Péter Nyíregyházi SC                                            | 2,18 m                       | Agárdi Péter Bp. Honvéd                                                 | 2,15 m                       | Jankovics Dániel BSC                                                   | 2,15 m                       |
| rúdugrás               | Simonváros Csanád Gödöllői EAC                                         | 4,90 m                       | Kéri Tamás Ikarus BSE                                                   | 4,90 m                       | Mihály Ádám Gödöllői EAC                                               | 4,80 m                       |
| távolugrás             | Szabó László Ferencvárosi TC                                           | 7,80 m                       | Pap Kristóf Haladás VSE                                                 | 7,55 m                       | Galambos Tibor Ferencvárosi TC                                         | 7,53 m                       |
| hármasugrás            | Galambos Tibor Ferencvárosi TC                                         | 15,91 m                      | Prekli Zoltán Ferencvárosi TC                                           | 14,94 m                      | Leveleki Bence Nyíregyházi SC                                          | 14,88 m                      |
| súlylökés              | Detrik Balázs Ikarus BSE                                               | 17,05 m                      | Rakovszky Tibor Maximus SE                                              | 17,00 m                      | Szabó Gyula Dobó SE                                                    | 16,75 m                      |
| diszkoszvetés          | Szikszai Róbert                                                        | 62,47 m                      | Kővágó Zoltán Szolnoki Honvéd                                           | 62,31 m                      | Huszák János Ferencvárosi TC                                           | 60,80 m                      |
| kalapácsvetés          | Halász Bence Dobó SE                                                   | 78,22 m                      | Pásztor Bence Alba Regia AK                                             | 72,79 m                      | Hudi Ákos Dobó SE                                                      | 71,09 m                      |
| gerelyhajítás          | Rivasz-Tóth Norbert Szolnoki MÁV                                       | 77,90 m                      | Rab Attila Ikarus BSE                                                   | 69,60 m                      | Gál Mihály Szolnoki MÁV                                                | 65,63 m                      |
| tízpróba               | Kriszt Botond Gödöllői EAC                                             | 6580                         | Szász Bence Ferencvárosi TC                                             | 6172                         | Raffai Péter Gödöllői EAC                                              | 6152                         |
| tízpróba csapat        | Kriszt Botond Raffai Péter Kemenes Ákos Gödöllői EAC                   | 18 156                       | Több induló nem volt.                                                   | Több induló nem volt.        | Több induló nem volt.                                                  | Több induló nem volt.        |
| 10 km                  | Bicsák Bence Psn Zrt                                                   | 30:27                        | Jenkei Péter Vasas                                                      | 30:45                        | Csere Gáspár BEAC                                                      | 31:00                        |
| 10 km csapat           | Csere Gáspár Farkas Dárius Dani Áron BEAC                              | 1:35:05                      | Molnár Ákos Jenkei Péter Balázs Levente Vasas                           | 1:36:13                      | Fazekas Milán Baumholczer Máté Bicsák Bence Psn Zrt                    | 1:37:14                      |
| félmaraton             | Csere Gáspár BEAC                                                      | 1:07:14                      | Jenkei Péter Vasas                                                      | 1:07:29                      | Koszár Zsolt VEDAC                                                     | 1:07:54                      |
| félmaraton csapat      | Koszár Zsolt Kovács Tamás Fonyó Sándor VEDAC                           | 3:29:21                      | Csere Gáspár Dani Áron Gera Nándor BEAC                                 | 3:33:51                      | Horváth György Kovács Attila Jacsev Sámuel Szombathelyi ESE            | 3:38:43                      |
| maraton csapat         | Nem volt célbaérkező csapat.                                           | Nem volt célbaérkező csapat. | Nem volt célbaérkező csapat.                                            | Nem volt célbaérkező csapat. | Nem volt célbaérkező csapat.                                           | Nem volt célbaérkező csapat. |
| 20 km gyaloglás csapat | Venyercsán Bence Srp Miklós Venyercsán László Bp. Honvéd               | 4:47:05                      | Több célbaérkaző nem volt.                                              | Több célbaérkaző nem volt.   | Több célbaérkaző nem volt.                                             | Több célbaérkaző nem volt.   |
| 50 km gyaloglás csapat | Nem volt induló.                                                       | Nem volt induló.             | Nem volt induló.                                                        | Nem volt induló.             | Nem volt induló.                                                       | Nem volt induló.             |
| mezeifutás             | Gregor László Békéscsabai AC                                           | 24:35                        | Jenkei Péter Vasas                                                      | 24:46                        | Juhász Balázs Debreceni SC-SI                                          | 25:30                        |
| mezeifutás csapat      | Juhász Balázs Kazi Tamás Pápai Márton Debreceni SC-SI                  | 25                           | Gregor László Tábor Miklós Diószegi Dávid Békéscsabai AC                | 30                           | Kovács Tamás Fonyó Sándor Koszár Zsolt VEDAC                           | 33                           |

### Nők
| Versenyszám            | Arany                                                                  | Arany    | Ezüst                                                                | Ezüst                 | Bronz                                                                   | Bronz                 |
| ---------------------- | ---------------------------------------------------------------------- | -------- | -------------------------------------------------------------------- | --------------------- | ----------------------------------------------------------------------- | --------------------- |
| 100 m                  | Nguyen Anasztázia MTK                                                  | 11,58    | Takács Boglárka aLBA rEGIA                                           | 11,81                 | Kaptur Éva Bp. Honvéd                                                   | 11,93                 |
| 200 m                  | Furulyás Lili Újpesti TE                                               | 24.57    | Kaptur Éva Bp. Honvéd                                                | 24,61                 | Hajdú Lotti Szolnoki MÁV                                                | 24,61                 |
| 400 m                  | Molnár Janka Budafoki MTE                                              | 55,29    | Répássy Hanna Győri AC                                               | 56,22                 | Simon Virág Győri AC                                                    | 57,16                 |
| 800 m                  | Kéri Bianka Sportolj Velünk SE                                         | 2:04,12  | Osváth Krisztina Nyíregyházi SC                                      | 2:09,33               | Ohn Kinga BEAC                                                          | 2:09,66               |
| 1500 m                 | Gyürkés Viktória Ikarus BSE                                            | 4:16,62  | Kószás Kriszta Tatabányai SC                                         | 4:23,31               | Böhm Lilla Bp. Honvéd                                                   | 4:23,68               |
| 5000 m                 | Tóth Lili Anna Bp. Honvéd                                              | 16:25,19 | Böhm Lilla Bp. Honvéd                                                | 16:34,73              | Kószás Kriszta Tatabányai SC                                            | 17:08,95              |
| 10 000 m               | Kácser Zita Debreceni SC-SI                                            | 33:07,64 | Tóth Lili Anna Bp. Honvéd                                            | 35:39,53              | Gulyás Vera Debreceni SC-SI                                             | 35:45,08              |
| maraton                | Szabó Tünde Pécsi VSK                                                  | 2:47:41  | Staicu Simona Dunakeszi VSE                                          | 2:53:06               | Ruscsák Krisztina ELTE SE Sashegyi Gepárdok                             | 3:04:24               |
| 100 m gát              | Kozák Luca Debreceni SC-SI                                             | 12,86    | Kerekes Gréta Debreceni SC-SI                                        | 12,95                 | Sorok Klaudia Győri AC                                                  | 13,35                 |
| 400 m gát              | Mátó Sára Alba Regia AK                                                | 58,07    | Zsiga Mónika Alba Regia AK                                           | 1:00,94               | Kőszegi Mira Budafoki MTE                                               | 1:01,58               |
| 3000 m akadály         | Gyürkés Viktória Ikarus BSE                                            | 10:04,38 | Kácser Zita Debreceni SC-SI                                          | 10:14,36              | Tóth Lili Anna Bp. Honvéd                                               | 10:19,04              |
| 4 × 100 m váltó        | Schmelcz Fanny Kaptur Éva Sajtos Anna Turcsik Katalin Bp. Honvéd       | 46,11    | Takács Boglárka Mátó Sára Zsiga Mónika Endrész Klaudia Alba Regia AK | 47,06                 | Kalóz Nikolett Hajdú Lotti Ecseki-Tóth Zsófi Knipfer Ágnes Szolnoki MÁV | 47,69                 |
| 4 × 200 m váltó        | Répási Petra Pótha Johanna Zsíros Zsanett Nádházy Evelin Gödöllői EAC  | 1:39,67  | Mátó Sára Enesei Rita Zsiga Mónika Takács Boglárka Alba Regia AK     | 1:40,46               | Ecseki-Tóth Zsófi Hajdú Lotti Knipfer Ágnes Guba Liliána Szolnoki MÁV   | 1:42,90               |
| 4 × 400 m váltó        | Király Adél Kaptur Éva Sajtos Anna Zsivoczky-Farkas Györgyi Bp. Honvéd | 3:49,48  | Zsiga Mónika Punk Adrienn Darabos Aliz Mátó Sára Alba Regia AK       | 3:50,62               | Hadnagy Zsóka Farsang Evelin Göncz Anna Kéri Bianka Sportolj Velünk SE  | 3:52,66               |
| 4 × 800 m váltó        | Széll Gyöngyi Heffner Hédi Perjés Fanni Ohn Kinga BEAC                 | 9:19,25  | Több induló nem volt.                                                | Több induló nem volt. | Több induló nem volt.                                                   | Több induló nem volt. |
| 20 km gyaloglás        | Kovács Barbara Békéscsabai AC                                          | 1:37:19  | Torma Anett Újpesti TE                                               | 1:38:03               | Récsei Rita Bp. Honvéd                                                  | 1:39:53               |
| magasugrás             | Zsivoczky-Farkas Györgyi Bp. Honvéd                                    | 1,81 m   | Renner Luca Gödöllői EAC                                             | 1,81 m                | Krizsán Xénia MTK                                                       | 1,79 m                |
| rúdugrás               | Siskó Zsófia Alba Regia AK                                             | 4,10 m   | Szabó Diana MTK                                                      | 4,00 m                | Kulcsár Boglárka KSI                                                    | 3,80 m                |
| távolugrás             | Nguyen Anasztázia MTK                                                  | 6,26 m   | Farkas Petra Dunakeszi VSE                                           | 6,26 m                | Lesti Diana Kecskeméti ARC                                              | 6,24 m                |
| hármasugrás            | Hoffer Krisztina Tatabányai SC                                         | 13,48 m  | Bajnok Eszter Favorit AC                                             | 13,42 m               | Áts Viktória Tatabányai SC                                              | 12,95 m               |
| súlylökés              | Márton Anita Békéscsabai AC                                            | 17,76 m  | Veiland Violetta Zalaegerszegi AC                                    | 15,17 m               | Zsivoczky-Farkas Györgyi Bp. Honvéd                                     | 14,08 m               |
| diszkoszvetés          | Márton Anita Békéscsabai AC                                            | 56,85 m  | Kerekes Dóra Nyíregyházi SC                                          | 51,49 m               | Váradi Krisztina Maximus SE                                             | 48,87 m               |
| kalapácsvetés          | Gyurátz Réka Dobó SE                                                   | 67,70 m  | Orbán Éva VEDAC                                                      | 64,17 m               | Gergelics Cintia Dobó SE                                                | 64,11 m               |
| gerelyhajítás          | Moravcsik Angéla MTK                                                   | 55,42 m  | Tremmel Barbara Újpesti TE                                           | 49,80 m               | Krizsán Xénia MTK                                                       | 48,22 m               |
| hétpróba               | Mátó Sára Alba Regia AK                                                | 5584     | Nemes Rita MVSI                                                      | 5220                  | Szabó Beatrix MTK                                                       | 5105                  |
| hétpróba csapat        | Nyeste Ágnes Horváth Anikó Szilágyi Petra Békési DAC                   | 10 929   | Több induló nem volt.                                                | Több induló nem volt. | Több induló nem volt.                                                   | Több induló nem volt. |
| 10 km                  | Kácser Zita Debreceni SC-SI                                            | 35:53    | Pataki Anna KSI                                                      | 36:24                 | Bakonyi Fruzsina Footour Sportegyesület                                 | 36:43                 |
| 10 km csapat           | Ohn Kinga Jánosi Lilla Weigl Vivien BEAC                               | 1:58:41  | Hornyák Anna Komoróczy Laura Bánhidi Eszter Bp. Honvéd               | 2:01:22               | Pataki Anna Krizsák Piroska Kiss Bernadett KSI                          | 2:06:52               |
| félmaraton             | Kácser Zita Debreceni SC-SI                                            | 1:17:47  | Gulyás Vera Debreceni SC-SI                                          | 1:19:38               | Szabó Nóra Bp. Honvéd                                                   | 1:19:52               |
| félmaraton csapat      | Szabó Nóra Horváth Tímea Hornyák Zita Bp. Honvéd                       | 4:12:08  | Badis Anissa Zsófia Brassay Réka Kiss Melinda VEDAC                  | 4:15:10               | Csáki Enikő Fekete Andrea Szász Imola Ferencvárosi TC                   | 4:32:22               |
| maraton csapat         | Staicu Simona Drahos Veronika Jávorszky Dóra Dunakeszi VSE             | 9:46:04  | Csáki Enikő Fekete Andrea Szász Imola Ferencvárosi TC                | 9:56:36               | Több induló nem volt.                                                   | Több induló nem volt. |
| mezeifutás             | Kácser Zita Debreceni SC-SI                                            | 20:37    | Kószás Kriszta Tatabányai SC                                         | 21:09                 | Weiler Virág KSI                                                        | 21:31                 |
| mezeifutás csapat      | Kácser Zita Aradi Bernadett Gulyás Vera Debreceni SC-SI                | 18       | Weiler Virág Szerencsi Ildikó Pataki Anna KSI                        | 22                    | Szabó Tünde Kovács Dóra Hegyi Brigitta Pécsi VSK                        | 37                    |
| 20 km gyaloglás csapat | Récsei Rita Récsei Petra Tóth Andrea Bp. Honvéd                        | 5:50:33  | Több induló nem volt.                                                | Több induló nem volt. | Több induló nem volt.                                                   | Több induló nem volt. |

## Téli dobóbajnokság
Férfiak
| Versenyszám   | Arany                        | Arany   | Ezüst                          | Ezüst   | Bronz                       | Bronz   |
| ------------- | ---------------------------- | ------- | ------------------------------ | ------- | --------------------------- | ------- |
| diszkoszvetés | Huszák János Ferencvárosi TC | 60,96 m | Szikszai Róbert Nyíregyházi SC | 59,52 m | Káplár János Nyíregyházi SC | 55,83 m |
| kalapácsvetés | Halász Bence Dobó SE         | 71,65 m | Hudi Ákos Dobó SE              | 70,85 m | Pásztor Bence Alba Regia AK | 69,58 m |

Nők
| Versenyszám   | Arany                       | Arany   | Ezüst                       | Ezüst   | Bronz                       | Bronz   |
| ------------- | --------------------------- | ------- | --------------------------- | ------- | --------------------------- | ------- |
| diszkoszvetés | Márton Anita Békéscsabai AC | 56,01 m | Kerekes Dóra Nyíregyházi SC | 51,61 m | Váradi Krisztina Maximus SE | 45,48 m |
| kalapácsvetés | Gyurátz Réka Dobó SE        | 70,57 m | Gergelics Cintia Dobó SE    | 64,41 m | Orbán Éva VEDAC             | 60,17 m |